# Les Pas étranges
Les Pas étranges (The Queer Feet) est une nouvelle policière écrite par G. K. Chesterton. Elle paraît pour la première fois en 1910 dans le magazine The Story-Teller avant d'être insérée, en juillet 1911, dans le recueil La Clairvoyance du père Brown.
La nouvelle policière met en vedette le père Brown et Flambeau, l'escroc français déjà présent dans La Croix bleue, première nouvelle du recueil.

## Résumé
Au cœur de Londres, le Vernon Hotel est un petit établissement très snob où se réunit parfois le club sélect des « Douze Vrais Pêcheurs ». Pendant un banquet de cette association, réglé selon un rite aussi précis qu'immuable, les couverts en argent surmontés d'une perle sont subtilisés. 
L'abbé Brown, qui se trouve sur les lieux par hasard pour avoir confessé un serveur italien victime d'une paralysie subite, est témoin pendant ce temps d'un fait singulier. Alors qu'il est à rédiger quelques notes dans un bureau retiré, il surprend des pas étranges qui, alternativement, glissent rapidement dans le couloir contigu ou marche de façon élégante et posée. Il en déduit que cet homme - car le craquement des bottes lui permet de s'assurer qu'il s'agit du même individu - est occupé à exécuter un vol. En passant dans le vestiaire attenant au bureau, le père Brown découvre qu'il s'agit en effet de Flambeau, le grand cambrioleur français. Sans hésitation, le petit ecclésiastique malingre donne l'ordre à ce grand gaillard athlétique de restituer les objets subtilisés. Mais ce dernier enjambe le comptoir du vestiaire et menace le père Brown... 

## Éditions
- The Queer Feet, The Story-Teller, Londres, novembre 1910 ;
- The Queer Feet, in The Innocence of Father Brown, Cassell & Co., Londres, 1911.

Éditions françaises
- Les Pas étranges (traduction d'Émile Cammaerts), dans L'Abbé Brown, Paris, Perrin, 1914 ;
- Les Pas étranges (traduction d'Émile Cammaerts), dans La Clairvoyance de père Brown, Paris, Perrin, 1919 ;
- Les Pas étranges (traduction d'Émile Cammaerts), dans La Clairvoyance de père Brown, Paris, Julliard, « P.J. bis », 1971 ;
- Les Pas étranges (traduction d'Émile Cammaerts), dans La Clairvoyance de père Brown, Paris, Cercle du Bibliophile, « Les Chefs-d'œuvre du roman policier » no 30, 1974 ;
- Les Pas étranges (traduction d'Émile Cammaerts), dans La Clairvoyance de père Brown, Paris, UGE, « 10/18 » no 1562, 1983 ;
- Les Pas étranges (traduction d'Émile Cammaerts, révisée par Anne Guillaume), dans Les Enquêtes du père Brown, Paris, Omnibus, 2008. Traduction intégrale.